# Котлярівка (зупинний пункт, Куп'янська дирекція)
Котлярівка — пасажирський залізничний зупинний пункт Куп'янської дирекції Південної залізниці.
Розташований за кількасот метрів від села Табаївка, Куп'янський район, Харківської області на лінії Куп'янськ-Вузловий — Красноріченська між станціями Куземівка (11 км) та Кислівка (5 км).
Не зважаючи на військову агресію Росії на сході Україні, транспортне сполучення не припинене, щодоби дві пари приміських поїздів здійснюють перевезення за маршрутом Сватове — Куп'янськ-Вузловий.
До 28 липня 2023 року - 849 км.